# Panchayatana

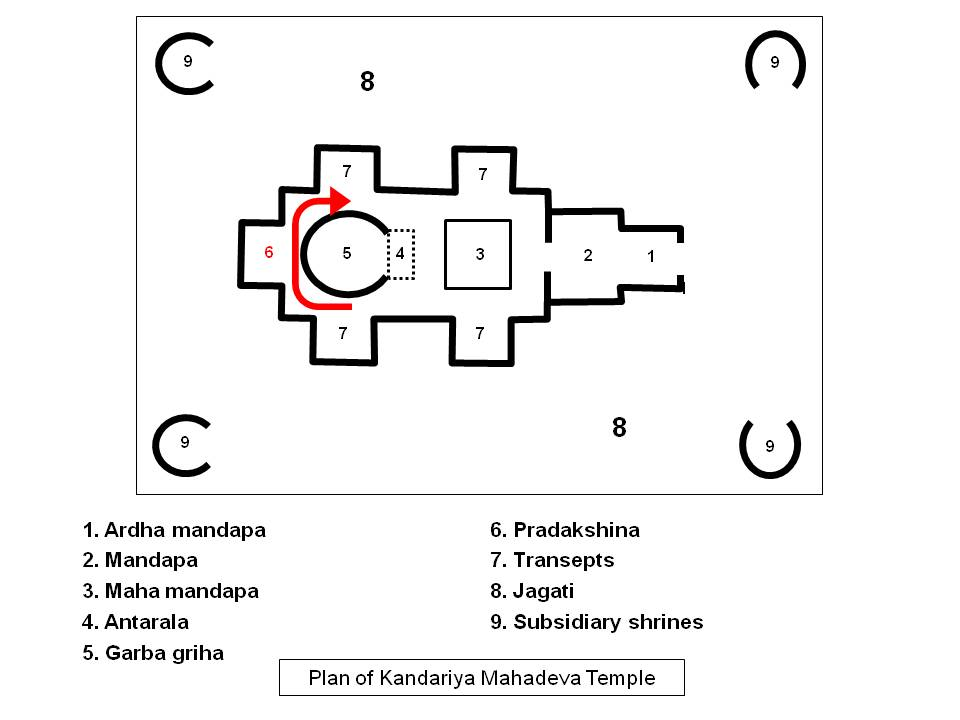
Esempio con la pianta del Tempio Kandariya Mahadeva a Khajuraho con i santuari sussidiari : vedi numeri 9.

I templi indù sono costruiti nello schema Panchayatana: il santuario principale è circondato da quattro santuari secondari. L'origine del nome proviene dalle parole sanscrite Pancha (cinque) e ayatana (contenente).
Generalmente, i templi indù sono costruiti lungo un asse ovest-est. Quindi i quattro santuari sussidiari sono a nord-est, sud-est, sud-ovest e nord-ovest.

## Esempi di templi Panchayatana
- Tempio di Kandariya Mahadeva a Khajuraho
- Tempio di Brahmeswara a Bhubaneswar
- Tempio di Jagdish a Udaipur
- Tempio di Lakshmana a Khajuraho
- Tempio di Lingaraja a Bhubaneswar
- Tempio Arasavalli vicino al distretto di Srikakulam dell'Andhra Pradesh vicino a Visakhapatnam . Santuario principale dedicato ad Aditya. Santuari sussidiari dedicati a Ganesh, Shiva, Parvati e Vishnu.[2]
- Tempio di Dashavatara a Deogarh, Uttar Pradesh. Dovrebbe essere il tempio panchayatana più antico dell'India.
- Tempio di Nabaratna a Pantchupi.
- Tempio di Shiva Panchayatana a Tumbadi, distretto di Tumkur. Santuari sussidiari dedicati a Lakshmi Narasimha, Vinayaka, Parvati e Surya.
- Tempio di Gondeshvara, a Sinnar, Maharashtra.[3]
- Il tempio Panchayatan a Dronasagar, Kashipur, Uttarakhand è un sito archeologico, del VI secolo d.C.